# Pedro Rocha Neves
Pedro Rocha Neves (Vila Velha, Espírito Santo, Brasil, 1 de octubre de 1994) es un futbolista brasileño. Juega de delantero y su equipo actual es el Remo del Campeonato Brasileño de Serie C.

## Trayectoria

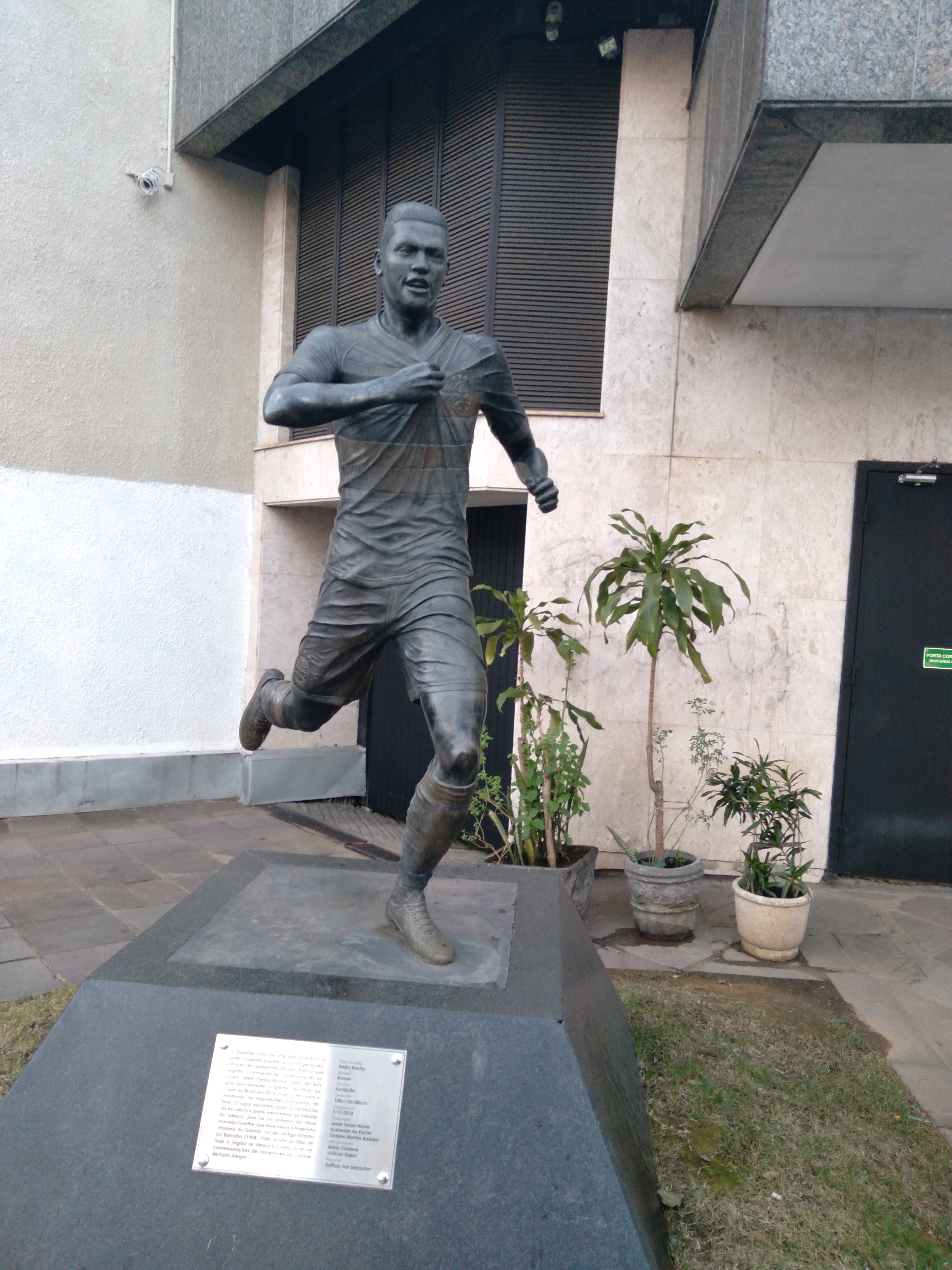
Estatua Pedro Rocha (Porto Alegre, Brasil).

### Inicios
Pedro Rocha comenzó su carrera en las inferiores del Atlético Mineiro, donde estuvo hasta 2008 cuando entró a la academia del São Paulo.
Solo estuvo un año en São Paulo y en 2011 Rocha, ya en su nuevo club el Diadema, fue enviado a préstamo al Juventus-SP. Debutó a nivel adulto en el Juventus el 20 de marzo de 2013 en la victoria por 3-2 de visita sobre el Santo André en el Campeonato Paulista Série A2. Ese día Rocha anotó dos goles de penalti.

### Grêmio
El 12 de marzo de 2014 Pedro Rocha fue enviado a préstamo al equipo sub-20 del Grêmio de Porto Alegre. Consecuentemente, el 7 de enero de 2015 fue promovido al primer equipo por el entrenador Luiz Felipe Scolari.
Pedro Rocha debutó en la Série A el 16 de mayo de 2015, como titular en la derrota por 0-2 contra el Coritiba. Anotó su primer gol de la categoría el 27 de junio, el primero de la victoria 2-1 sobre el Avaí que fue el más rápido del torneo a los 37 segundos.

### Spartak de Moscú
El 31 de agosto de 2017 fichó por el Spartak de Moscú de la Liga Premier de Rusia.

#### Préstamo a Cruzeiro
El 2 de abril de 2019 fue enviado a préstamo al Cruzeiro por toda la temporada.

#### Préstamo al Flamengo
El 24 de diciembre de 2019, el Spartak anunció el préstamo del delantero al Flamengo por todo el año, que incluía una opción de compra.

## Estadísticas
Actualizado al último partido disputado el 12 de julio de 2020.
| Club | Div.          | Temporada     | Liga  | Liga  | Liga estatal | Liga estatal | Copas nacionales(1) | Copas nacionales(1) | Copas internacionales(2) | Copas internacionales(2) | Otras(3) | Otras(3) | Total | Total |
| Club | Div.          | Temporada     | Part. | Goles | Part.        | Goles        | Part.               | Goles               | Part.                    | Goles                    | Part.    | Goles    | Part. | Goles |
| --- | ------------- | ------------- | ----- | ----- | ------------ | ------------ | ------------------- | ------------------- | ------------------------ | ------------------------ | -------- | -------- | ----- | ----- |
| Juventus-SP · Brasil |               |               |       |       |              |              |                     |                     |                          |                          |          |          |       |       |
| Est. | 2013          | -             | -     | 3     | 2            | -            | -                   | -                   | -                        | 18                       | 5        | 21       | 7     |       |
| Total club | Total club    | 0             | 0     | 3     | 2            | 0            | 0                   | 0                   | 0                        | 18                       | 5        | 21       | 7     |       |
| Grêmio · Brasil |               |               |       |       |              |              |                     |                     |                          |                          |          |          |       |       |
| 1.ª | 2015          | 34            | 5     | 4     | 1            | 6            | 3                   | -                   | -                        | -                        | -        | 44       | 9     |       |
| 1.ª | 2016          | 23            | 3     | 9     | 6            | 6            | 3                   | 3                   | 0                        | 2                        | 0        | 43       | 12    |       |
| 1.ª | 2017          | 15            | 3     | 11    | 1            | 6            | 3                   | 8                   | 4                        | -                        | -        | 40       | 11    |       |
| Total club | Total club    | 72            | 11    | 24    | 8            | 18           | 9                   | 11                  | 4                        | 0                        | 0        | 128      | 32    |       |
| Spartak de Moscú · Rusia |               |               |       |       |              |              |                     |                     |                          |                          |          |          |       |       |
| 1.ª | 2017-18       | 11            | 1     | -     | -            | 2            | 0                   | 1                   | 0                        | -                        | -        | 14       | 1     |       |
| 1.ª | 2018-19       | 1             | 0     | -     | -            | 1            | 0                   | 2                   | 0                        | -                        | -        | 4        | 0     |       |
| Total club | Total club    | 12            | 1     | 0     | 0            | 3            | 0                   | 3                   | 0                        | 0                        | 0        | 18       | 1     |       |
| Cruzeiro · Brasil |               |               |       |       |              |              |                     |                     |                          |                          |          |          |       |       |
| 1.ª | 2019          | 23            | 2     | 2     | 0            | 6            | 1                   | 2                   | 0                        | -                        | -        | 33       | 3     |       |
| Total club | Total club    | 23            | 2     | 2     | 0            | 6            | 1                   | 2                   | 0                        | 0                        | 0        | 33       | 3     |       |
| Flamengo · Brasil |               |               |       |       |              |              |                     |                     |                          |                          |          |          |       |       |
| 1.ª | 2020          | 0             | 0     | 4     | 0            | 0            | 0                   | 0                   | 0                        | 0                        | 0        | 4        | 0     |       |
| Total club | Total club    | 0             | 0     | 4     | 0            | 0            | 0                   | 0                   | 0                        | 0                        | 0        | 4        | 0     |       |
| Total carrera | Total carrera | Total carrera | 107   | 14    | 33           | 10           | 27                  | 10                  | 16                       | 4                        | 21       | 5        | 204   | 43    |
| (1) Incluye datos de la Copa de Brasil y la Copa de Rusia (2) Incluye datos de la Copa Libertadores, la Liga de Campeones de la UEFA y la Liga Europa de la UEFA (3) Incluye datos de la Copa Paulista y la Primeira Liga |               |               |       |       |              |              |                     |                     |                          |                          |          |          |       |       |

## Palmarés

### Títulos estatales
| Título              | Club          | Estado          | Año  |
| ------------------- | ------------- | --------------- | ---- |
| Campeonato Mineiro  | Cruzeiro      | Minas Gerais    | 2019 |
| Campeonato Carioca  | Flamengo      | Río de Janeiro  | 2020 |
| Campeonato Cearense | Fortaleza EC  | Ceará           | 2023 |
| Copa do Nordeste    | Fortaleza EC  | Región Nordeste | 2024 |
| Campeonato Paraense | Clube do Remo | Pará            | 2025 |

### Títulos nacionales
| Título              | Club     | País   | Año  |
| ------------------- | -------- | ------ | ---- |
| Copa de Brasil      | Grêmio   | Brasil | 2016 |
| Supercopa de Brasil | Flamengo | Brasil | 2020 |
| Serie A             | Flamengo | Brasil | 2020 |

### Títulos internacionales
| Título              | Club                 | Sede           | Año  |
| ------------------- | -------------------- | -------------- | ---- |
| Copa Libertadores   | Grêmio               | Lanús          | 2017 |
| Recopa Sudamericana | Flamengo             | Río de Janeiro | 2020 |
| Copa Sudamericana   | Athletico Paranaense | Montevideo     | 2021 |